# Phenacomys
Genre
Phenacomys est un genre de rongeurs de la famille des Cricétidés. Les deux espèces de ce genre vivent en Amérique du Nord.

## Liste des espèces
Selon ITIS (12 mars 2016) et Mammal Species of the World (version 3, 2005)  (12 mars 2016):
- Phenacomys intermedius Merriam, 1889 - campagnol des bruyères
- Phenacomys ungava Merriam, 1889